# A Few Old Tunes
A Few Old Tunes  (також відома як Old Tunes Vol. 1) — неофіційна збірка шотландського електронного дуету Boards of Canada, випущена у 1996 (див. 1996 в музиці) обмеженим касетним тиражем. Попри те, що ця збірка не розповсюджувалася офіційно, запис з аудіокасети доступний у мережі інтернет. Назву збірки можна перекласти з англійської як «трохи старих пісеньок».

## Огляд
Як і решта інших ранніх альбомів гурту, A Few Old Tunes був власноруч записаний учасниками гурту на касети, і розповсюджувався лише серед друзів та родичів гурту.
Наявна інформація про збірку дуже обмежена; відомо, що мукзика на касеті була записана «переважно з 1991 по 1995 рік», про що стверджує напис на обкладинці касети. Список композицій являє собою скоріше збірку, ніж окремий альбом, на відміну від ранніх касет гурту з меншою кількістю композицій (жодна з яких, втім, не опинялася у широкому доступі). Композиції з A Few Old Tunes були записані до Boc Maxima, попри те, що обидві касети вийшли у 1996.
Ця збірка не випускалася офіційно – записані з касети композиції почали зʼявлятися у P2P мережі Soulseek на початку 2000-х. Серед слухачів гурту існували сумніви стосовно автентичності композицій, через велику кількість музики, яку видають за композиції з відомих (але відсутніх у широкому доступі) ранніх альбомів гурту.
У лютому 2005 року власник одного з касетних примірників збірки виставив його на продаж на онлайн-аукціоні EBay, зі стартовою ціною у 799 доларів. Невдовзі після цього аукціон було скасовано, а на форумі We Are The Music Makers, присвяченому IDM-музиці зʼявилося повідомлення від користувача Hexagon_Sun_Official — Марка Девіда Гаретта, фотографа і друга братів Сендісонів, що часто виступає в якості офіційного представника Boards of Canada та художнього колективу Hexagon Sun в інтернеті. У повідомленні містилось не лише підтвердження автентичності збірки і композицій на ній, а також стверджувалося, що гурт планує випустити повноцінний бокс-сет ранніх записів гурту, з новим дизайном, і очікувати його можна після альбому The Campfire Headphase, що вийшов пізніше у 2005. Також з цього повідомлення стало відомо, що гурт не схвалює розповсюдження цієї музики у вигляді "неправильно названих, низькоякісних MP3-файлів", і що спроба заробити на цій касеті прирівнюється ними до піратства.
Попри заяву представника гурту про плани випустити бокс-сет з ранніми записами, станом на 2024 рік, бокс-сет не вийшов, подальші плани гурту стосовно раннього матеріалу невідомі, і A Few Old Tunes досі доступна виключно неофіційно у мережі інтернет (наприклад, на YouTube або Internet Archive).

## Список композицій
Сторона A:
1. «Spectrum» — 2:19
2. «Light, Clear Hair» — 0:41
3. «P.C.» — 0:48
4. «Trapped» — 3:52
5. «Rodox Video» — 1:19
6. «Happy Cycling» — 1:49
7. «House Of Abin'adab» — 1:55
8. «Finity» — 5:00
9. «Forest Moon» — 6:35
10. «Skimming Stones» — 2:12
11. «Carcan» — 1:50
12. «Devil» — 0:14
13. «Mansel» — 5:36
14. «She Is P» — 1:42
15. «Davie Addison» — 1:15

Сторона B:
1. «Sac» — 1:23
2. «Blockbusters» — 0:40
3. «I Will Get It Tattooed» — 1:37
4. «The Way You Show» — 2:56
5. «I Love U» — 1:41
6. «King Of Carnival» — 4:18
7. «M9» — 3:32
8. «Original Nlogax» — 1:11
9. «Sequoia» — 4:49
10. «Boqurant» — 1:43
11. «5.9.78» — 4:14
12. «Wendy Miller» — 0:32
13. «Paul Russell's Piece» — 0:53
14. «Up The March Bank» — 3:24
15. «Nova Scotia Robots» — 1:47